# Séry-lès-Mézières
Séry-lès-Mézières è un comune francese di 652 abitanti situato nel dipartimento dell'Aisne della regione dell'Alta Francia.

## Società

### Evoluzione demografica
Abitanti censiti